# Як народжуються тости
«Як народжуються тости» (рос. Как рождаются тосты) — радянський короткометражний сатиричний фільм 1962 року, знятий режисером Андрієм Тутишкіним.

## Сюжет
У невеликому тресті Міськтопсантехочиствод готуються до зустрічі Нового року. У всіх безліч турбот. Рахівник Плющ з властивою чиновнику серйозністю готує тост, відповідний урочистому моменту. Але в передсвятковій метушні всі забули про замовника, який приїхав отримувати обладнання. У новорічну ніч він виявився замкненим в підвалі складу…

## У ролях
- Георгій Віцин — Плющ, рахівник тресту, предкульткомісії
- Леонід Харитонов — Гречкин, працівник відділу кадрів тресту
- Георгій Георгіу — Іван Свиридович, працівник планового відділу
- Олексій Грибов — водопровідник
- Юрій Медведєв — працівник відділу постачання тресту
- Дмитро Масанов — начальник відділу кадрів
- Тамара Носова — Ляля, секретар головного інженера
- Володимир Піцек — Сидоренко, завідувач складом
- Володимир Раутбарт — начальник планового відділу
- Павло Тарасов — головбух тресту
- Емма Трейвас — касирка
- Валентина Хмара — Рая
- Владилена Харитонова — Людмила Іванівна, секретар директора
- Олександр Хвиля — Дмитро Петрович, директор тресту
- Григорій Шпігель — Аркадій Миколайович, головний інженер тресту
- Віктор Маркін — співробітник тресту
- Данута Столярская — співробітниця тресту
- Марина Фігнер — співробітниця тресту
- В. Полєв — Курятников

## Знімальна група
- Режисер:  Андрій Тутишкін
- Сценарист:  Василь Сухаревич
- Оператор:  Еміль Гулідов
- Композитор:  Олександр Зацепін
- Художник:  Борис Чеботарьов